# 인간실격 (드라마)
《인간실격》은 2021년 9월 4일부터 2021년 10월 24일까지 방영한 JTBC 토일 드라마다.

## 기획의도
인생의 내리막길 중턱에서 문득 '아무것도 되지 못했다는 것'을 깨닫는, 빛을 향해 최선을 다해 걸어오던 평범한 사람들의 이야기를 담은 드라마

## 제작진

### 제작사
- 씨제스엔터테인먼트
- JTBC 스튜디오

### 극본
- 김지혜

### 연출
- 허진호 : ( 영화 《992》(촬영), 영화 《네크로필리아》(조연), 영화 《사랑이 죄인가?》(각본&감독), 영화 《그 섬에 가고 싶다》(조연출), 영화 《고철을 위하여》(감독), 영화 《아름다운 청년 전태일》(각본&조감독), 영화 《8월의 크리스마스》(각본&감독), 영화 《태양은 없다》(단역), 영화 《킬리만자로》(각본), 영화 《봄날은 간다》(각본&감독), 영화 《따로 또 같이》(감독), 영화 《이공》(공동연출), 영화 《나의 세 남자친구》(감독), 영화 《외출》(각본&감독), 영화 《8월의 크리스마스》(원작자), 영화 《행복》(음악부문&각본&감독), 영화 《오감도》(감독), 영화 《호우시절》(제작&각본&감독), 영화 《인 드림즈》(감독), 영화 《위험한 관계》(감독), 영화 《덕혜옹주》(각본&감독), 영화 《두개의 빛: 릴루미노》(감독), 영화 《천문: 하늘에 묻는다》(감독), 영화 《선물》(감독) 등 연출 )
- 박홍수 : ( 영화 《동갑내기 과외하기 레슨 2》(연출부&단역), 영화 《궁녀》(연출부), 영화 《아름답다》(조연출), 영화 《영화는 영화다》(조감독), 영화 《킹카 VS 퀸카》(감독), 영화 《의형제》(조감독), 영화 《고지전》(조감독), 영화 《내 아내의 모든 것》(조감독), 영화 《동창생》(각색&감독), 영화 《천문: 하늘에 묻는다》(조감독&각색)

## 등장인물

### 주요 인물
- 류준열 : 강재 역 - 역할대행 서비스 운영자로, 부자의 삶을 꿈꾸며 지름길을 찾아 헤맸지만 무엇 하나 이룬 것 없이 방향을 잃게 된 강재는 부정을 만나 감정의 격변을 겪게 되는 인물.

- 전도연 : 부정 역 - 작가가 꼭 되고싶었던 대필 작가로, 최선을 다해 걸어왔지만 어느날 문득 실패한 자신과 마주하며 삶의 이유를 잃어버린 여자로 인생의 가파른 내리막길 위에 선 자신의 어둠의 선을 넘어 그 속으로 들어간다. 자질구레한 고통을 끌어안고 살아가는 자신의 상실과 불안, 공허와 외로움을 오가는 진폭 큰 감정 변화를 연기하는 인물

- 박병은 : 정수 역 - 부정의 남편이자, 백화점 식품매장 관리팀장으로 남들보다 한 뼘이나 큰 키 말고는 특별할 것이 없는 평범한 회사원으로 일과 사람의 크고 작음을 따지지 않는 그저 남들과 다름없이 살고자 하는 인물. 경은의 첫사랑

- 김효진 : 경은 역 - 부정의 남편인 정수의 첫사랑으로, 어느 날 갑자기 동창회에 나타나 잔잔했던 정수의 마음에 돌을 던지며 극의 긴장감을 끌어올리는 인물로, 견디기 버거운 현실에서도 내면의 순수함을 간직하고 있는 인물.

### 부정의 사람들
- 박인환 : 창숙 역
- 신신애 : 민자 역
- 박지영 : 아란 역

### 강재의 사람들
- 유수빈 : 딱이 (본명:순주) 역
- 손나은 : 민정 역
- 조은지 : 순규 역 - 상냥한 동네 약사이자, 어릴 때부터 가족을 지키기 위해 고군분투하며 일찍 철이 들어버린 인물로 교과서 같은 도덕적이며 뚝심도 있지만 알고보면 외로움이 일상이 되어버린 연약한 여인.
- 양동근 : 우남 역
- 강지은 : 미선 역
- 이서환 : 장규 역
- 류지훈 : 종훈 역
- 나현우 : 정우 역

### 그 외 인물
- 오광록 : 진섭 역
- 이세나 : 지나 역
- 강형석 : 준혁 역
- 박정언 : 40대 여자
- 미상 : 형사 역
- 미상 : 정우의 누나 역
- 미상 : 자살을 시도한 고객 역
- 미상 : 자살을 시도한 고객의 부모 역

## 시청률
최저 시청률과 최고 시청률은 시청률 조사회사와 지역별로 시청률에 차이가 있을 수 있습니다.
| 시즌 | 시즌 | 에피소드 번호 | 에피소드 번호 | 에피소드 번호 | 에피소드 번호 | 에피소드 번호 | 에피소드 번호 | 에피소드 번호 | 에피소드 번호 | 에피소드 번호 | 에피소드 번호 | 에피소드 번호 | 에피소드 번호 | 에피소드 번호 | 에피소드 번호 | 에피소드 번호 | 에피소드 번호 |
| 시즌 | 시즌 | 1             | 2             | 3             | 4             | 5             | 6             | 7             | 8             | 9             | 10            | 11            | 12            | 13            | 14            | 15            | 16            |
| ---- | ---- | ------------- | ------------- | ------------- | ------------- | ------------- | ------------- | ------------- | ------------- | ------------- | ------------- | ------------- | ------------- | ------------- | ------------- | ------------- | ------------- |
|      | 1    | 930           | 827           | 728           | 566           | 없음          | 543           | 없음          | 426           | 없음          | 없음          | 없음          | 없음          | 없음          | 없음          | 없음          | 468           |

| 2021년 | 2021년    | 2021년            | 2021년         |
| 회차   | 방송일    | 부제              | AGB 시청률     |
| 회차   | 방송일    | 부제              | 대한민국(전국) |
| ------ | --------- | ----------------- | -------------- |
| 제1회  | 9월 4일   | 인간의 자격       | 4.191%         |
| 제2회  | 9월 5일   | 화의 나라         | 3.752%         |
| 제3회  | 9월 11일  | 투명인간          | 3.308%         |
| 제4회  | 9월 12일  | 사람 친구         | 2.784%         |
| 제5회  | 9월 18일  | 이름 없는 고통    | 1.696%         |
| 제6회  | 9월 19일  | 아는 여자         | 2.269%         |
| 제7회  | 9월 25일  | Broken Hallelujah | 1.356%         |
| 제8회  | 9월 26일  | 다윗과 밧세바     | 2.101%         |
| 제9회  | 10월 2일  | 세 사람           | 1.168%         |
| 제10회 | 10월 3일  | 제자리            | 1.904%         |
| 제11회 | 10월 9일  | 금지된 마음       | 1.052%         |
| 제12회 | 10월 10일 | 유실물            | 1.848%         |
| 제13회 | 10월 16일 | 모르는 사람들     | 1.656%         |
| 제14회 | 10월 17일 | 인간실격          | 1.642%         |
| 제15회 | 10월 23일 | 마침표            | 1.21%          |
| 제16회 | 10월 24일 | 별이 빛나는 한낮  | 2.435%         |

## 같이 보기
- 대한민국의 텔레비전 드라마 목록 (ㅇ)
- 2021년 대한민국의 텔레비전 드라마 목록

## 참고 사항
- 허진호 감독과 박홍수 감독은 영화 《천문: 하늘에 묻는다》 이후 3년 만에 다시 한 번 만나게 되는 계기가 되었다.
- 일본의 작가 다자이 오사무의 소설 인간 실격과는 관련이 없다.
- 미정